# Sangoma Everett

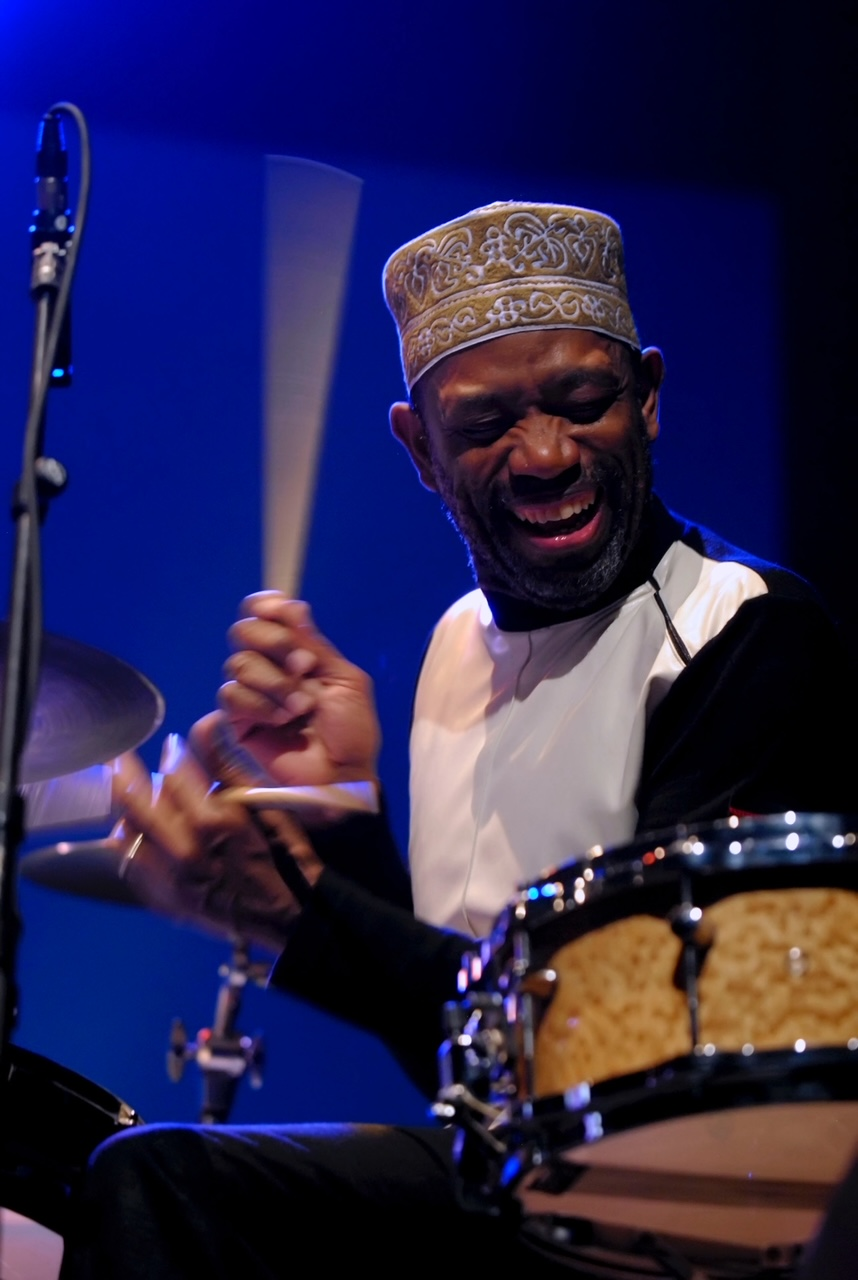
Sangoma Everett, 2023

Sangoma Grover Everett (* 7. Januar 1952 in Norfolk, Virginia) ist ein amerikanischer Jazzmusiker (Schlagzeug, Komposition), der in Frankreich lebt.

## Leben und Wirken
Everett begann elfjährig in der Highschool Schlagzeug und Bass zu spielen. Später erhielt er Klavier- und Kompositionsunterricht bei Consuela Lee, um im Sommer 1971 das Berklee College of Music zu besuchen. 1977 zog er nach New York, wo er zunächst bei Bill Lee und bei Clifford Jordan spielte, mit dem er auch in der Karibik tourte. Weiter arbeitete er mit Barry Harris, Chris Anderson, Muriel Winston und Joe Newman. 1979 ließ er sich in Paris nieder; von dort aus arbeitete er mit Jimmy Smith, Benny Golson, Steve Lacy, Dizzy Gillespie, Dee Daniels, Joe Lee Wilson, La Velle, Al Grey, Jimmy Forrest, Mal Waldron, Archie Shepp, Antoine Hervier und Kirk Lightsey. In den letzten Jahren trat er mit Carl Craig & Corey Harris sowie mit Jean Toussaint auf. Er tourte mit seinem Oriental Caravan, zu dem Jacques Schwarz-Bart, Anne Ducros Majid Bekkas, Laurent de Wilde und Abdelfettah El Houssaini gehören. Zudem gründete er ein eigenes Trio mit dem Pianisten Bastien Brison und dem Bassisten Christophe Lincontang. Seit 1983 war Everett an 22 Einspielungen von Jazz-Alben beteiligt; so hat er mit Jeri Brown (I've Got Your Number), Andrea Pozza (Drop This Thing), Liz McComb (Fire), Joe Haider und Consuela Lee (Piano Voices) aufgenommen.

## Diskographische Hinweise
- Doudou Gouirand Featuring Don Cherry Forgotten Tales (1985)
- Sangoma Everett / Leonard Jones / Mal Waldron  Our Collines's a Treasure (1987)
- Sangoma Everett/Chico Freeman/Mal Waldron/Cecil McBee Courage to Listen to Your Heart (1997)
- Debi (2015)